# 堀直虎
堀 直虎（ほり なおとら）は、江戸時代末期（幕末）の大名。若年寄、外国総奉行。信濃須坂藩の第13代藩主。信濃須坂堀家13代。

## 経歴
天保7年（1836年）8月16日、第11代藩主・堀直格の五男として江戸で生まれる。亀田鵬斎一門の折衷派儒学を学び、蘭学を杉田玄端、兵学を上田藩士・赤松小三郎らに学ぶ。文久元年（1861年）11月6日、同母兄で第12代藩主・直武が隠居したため、その養子として跡を継いだ。同年11月16日、従五位下・長門守に叙任され、後に内蔵頭に改める。
藩政においては家老の野口源兵衛ら41人を粛清して改革を断行し、英国式軍制を導入した。また、江戸幕府の幕政にも加わった。文久3年（1863年）9月15日、大番頭に就任する。元治元年（1864年）7月8日、天狗党の乱が起きるとその討伐を命じられるが、同年7月13日、幕府に意見し、差控を命じられる。同年9月、江戸市中見廻役を命じられる。慶応元年（1865年）12月、呉服橋門番を命じられた。慶応3年（1867年）12月5日、若年寄兼外国総奉行に就任した。
しかし、慶応4年（1868年）1月17日、突如として江戸城中で自害した。享年33。自害の理由は、鳥羽・伏見の戦いに敗れて江戸に逃げ帰った将軍徳川慶喜に対して、大政奉還を進言した経緯から慶喜や幕府保守派に疎まれていたためとも、幕府を守るために慶喜に徹底抗戦を進言したが容れられず、そのために諫死したともいわれている。ただし勝海舟の手記においては、堀直虎は乱心して自害したと記されている。なお、国元では3月10日に、直虎の死は大坂から戻った慶喜に恭順を勧めて受け入れられず自害したと東山道府に届け出がなされ、最終的に5月14日、新政府は直虎の若年寄としての責任は重大で処分の必要があるとしながら本人の死亡とその経緯によってこれを免じるとともに、弟の直明が養子として家督を継ぐことを認めた。

## 系譜
父母
- 堀直格（実父）
- 天心院 ー 西尾忠善の娘（実母）
- 堀直武（養父）

正室
- 広閑院 ー 松平忠固の娘

養子
- 堀直明 ー 実弟